# So Into You (canción de Tamia)
«So Into You» es una canción por Tamia, lanzada como su séptimo sencillo. Fue producida por Tim & Bob y fue el último de dos sencillos lanzados en 1998.. El sencillo fue lanzado en el álbum homónimo Tamia. La canción utiliza un ejemplo modificado de la canción de Commodores, "Say Yeah". El sencilló llegó al número 30 en EE. UU.

## Lista de canciones
1. «So Into You» (versión del álbum) – 3:55
2. «So Into You» (radio edit) – 3:37
3. «So Into You» (instrumental) – 3:54
4. «So Into You» (a cappella) – 3:55

## Vídeo musical
Un vídeo para este sencillo se hizo en junio de 1998. El vídeo comienza con Tamia acostada en un sofá. Luego, se ven personas caminando por un pasillo (luego se revela que son sus amigos), y entran a la habitación de Tamia. Luego, se revela que ella y sus amigos estaban teniendo una fiesta. Varias escenas cambian a Tamia en varias habitaciones, cantando la canción. El vídeo termina con los amigos de Tamia yéndose. Tamia acostada en su cama, y luego parada en el centro de una habitación. Nicole Richie interpreta a una de las amigas de Tamia en este vídeo.